# 第二次勒布尔热战役
勒布尔热战役 （法語：Deuxième bataille du Bourget）也称第二次勒布尔热战役，是1870年12月21日的普法战争期间，法国与普鲁士王国在勒布尔热发生的一场战役。

## 背景
1870年10月28日至30日举行的第一次勒布尔热战役中，普鲁士军队取得了胜利，在法国巴黎的民众开始对法国军队的失败感到厌倦。1870年10月31日，巴黎市内甚至发生了革命，特别是在巴黎宣布10月30日在勒布尔热的战败和1870年10月27日的梅斯圍城戰投降之后。
原因是第一次勒布尔热战役中，法国阿德里安·亚历山大·阿道夫·德·卡里·德贝勒马雷将军未经路易·朱尔·特罗胥的批准下，进攻勒布尔热地区的普鲁士军队。国防政府之后拒绝援助，这可能是考虑到进攻没有成功的机会，或者是因为不想延长军事行动。而国防政府依试图破坏普军的军事系统，拒绝大规模撤退，导致3000名法国士兵抵抗普鲁士的炮击直到10月30日，在战场上留下约1,800人伤亡，和1,200人被俘虏。巴黎民众不满国防政府故意不援助勒布尔热的法国军队。同时在梅斯圍城戰投降后，一些巴黎民众也指控法国将领投降叛国，以及奥托·冯·俾斯麦和阿道夫·梯也爾之间的会谈消息传到巴黎后，这些指控进一步得到加强，促使了巴黎公社的成立。
1870年12月16日，法国战争委员会决定采取大规模军事行动。为此，巴黎法军计划沿着两条路线前进：一条沿着勒布尔热的Route nationale
路线前进，另一条沿着德朗西的Petits-Ponts路线向欧奈苏布瓦前进。该行动计划原定于12月19日进行，但最终推迟至12月21日。该行动计划是配合北方军团前进的同时进行，从而为巴黎带来解脱。
而在10月的战斗之后，普鲁士军队只占领了勒布尔热的一部分地区，之后在迪尼和勒布朗梅尼勒的村庄之间建立防御工事。而法军同时对斯坦和欧奈苏布瓦发动袭击，因此并未注意到该地设防的普鲁士警卫团和第12军团仍然存在。 

## 战役过程
法军在第一个进攻路线上，在巴黎东部的欧贝维利耶堡垒、拉库尔讷沃的炮台和平原-伊尔松铁路线上的火炮向勒布尔热的方向开火和展开进攻。但德国警卫团依靠当地的防御工事得以坚持到普鲁士的三个营增援，成功在下午反击将法军赶回。 德国警卫团对此失去了14名军官和损伤431名士兵。这次袭击也使数百名法国人被俘。
在第二个进攻路线上，法国奥古斯特·亚历山大·杜克罗特将军率领许多部队在德朗西地区担任要职，但他们无法援助勒布尔热。在第一路线的进攻失败后，杜克罗特将军决定对勒布尔热进行围攻，但最终失败。

## 影响
在勒布尔热被普鲁士占领后，使得周边法军的堡垒置于一个很好的攻击位置，在以后的三个月时间内，这些堡垒被许多炮弹轰炸，德朗西和勒布尔热的建筑物也几乎在战斗中被破坏。在巴黎围困的最后阶段，普鲁士在勃朗峰-梅尼尔（Blank-Mesnil）的位置上建立了一个炮台，随后又猛烈攻击了拉库尔讷沃和欧贝维利耶城堡。

## 记念
1870年12月21日的勒布尔热战役的事件也激发了法国画家阿尔方斯·德·诺伊维尔的创作灵感。他将该战役绘画成数个画作后，于1872年在巴黎沙龍展出并建立起艺术家的名声。

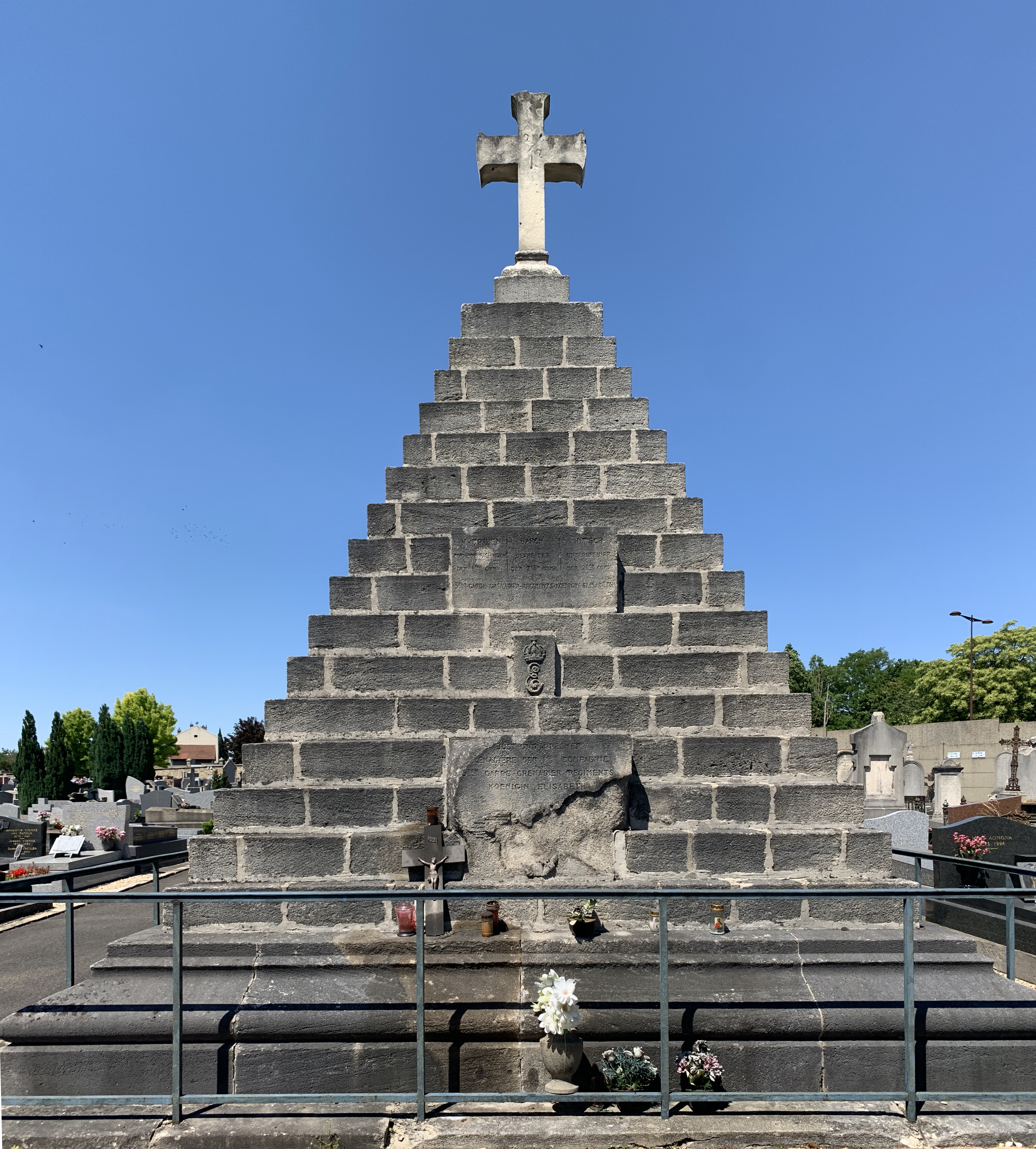
1870年勒布尔热战役的记念碑

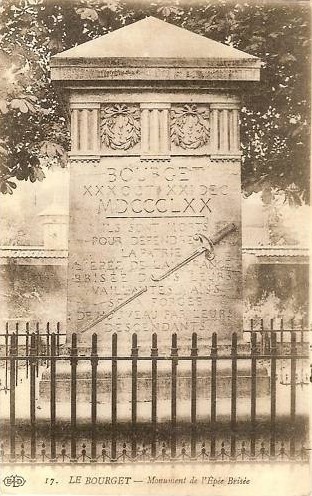
1870年勒布尔热战役的记念碑文